# Darren Ward (nadador)
Darren Thomas Ward (Duluth, Estados Unidos, 2 de diciembre de 1968) es un deportista canadiense que compitió en natación. Ganó cinco medallas en el Campeonato Pan-Pacífico de Natación, en los años 1989 y 1991.

## Palmarés internacional
| Campeonato Pan-Pacífico | Campeonato Pan-Pacífico | Campeonato Pan-Pacífico | Campeonato Pan-Pacífico |
| Año                     | Lugar                   | Medalla                 | Prueba                  |
| ----------------------- | ----------------------- | ----------------------- | ----------------------- |
| 1989                    | Tokio (Japón)           | Medalla de plata        | 4 × 200 m libre         |
| 1989                    | Tokio (Japón)           | Medalla de bronce       | 4 × 100 m libre         |
| 1991                    | Edmonton (Canadá)       | Medalla de bronce       | 200 m libre             |
| 1991                    | Edmonton (Canadá)       | Medalla de bronce       | 4 × 100 m libre         |
| 1991                    | Edmonton (Canadá)       | Medalla de bronce       | 4 × 200 m libre         |